# Jevgeni Platov

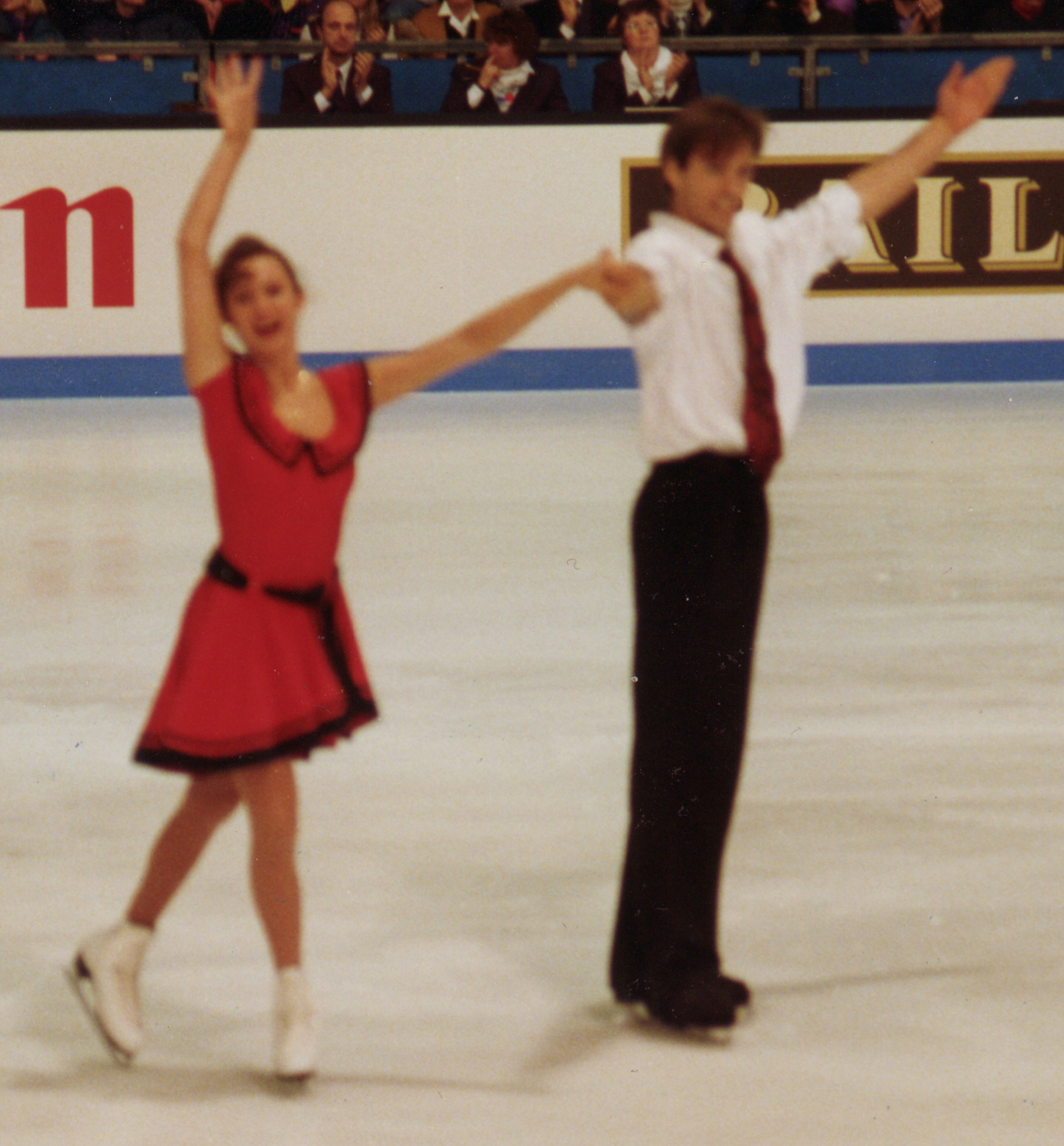
Jevgeni Platov en schaatspartner Oksana Grisjtsjoek (1994)

Jevgeni Arkadjevitsj Platov (Odessa, 7 augustus 1967) is een in de Oekraïense sovjetrepubliek geboren Russische kunstschaatser. Als eerste ijsdanspaar werden Platov en zijn schaatspartner Oksana Grisjtsjoek (1989-98) tweevoudig olympisch kampioen. Daarnaast waren ze viervoudig wereldkampioen en drievoudig Europees kampioen. Grisjtsjoek en Platov namen deel aan drie edities van de Olympische Winterspelen: Albertville 1992, Lillehammer 1994 en Nagano 1998. Platov schaatste eerder met Jelena Krykanova en Larisa Fedorinova.

## Biografie
Platov werd met zijn eerste ijsdanspartner Jelena Krykanova van 1984 tot 1986 driemaal wereldkampioen bij de junioren. Krykanova begon in 1990 een nieuw leven in de Verenigde Staten. Met Larisa Fedorinova werd Platov in 1989 zesde bij hun enige deelname aan de WK.
Na de zomerstop ging Platov trainen met Oksana Grisjtsjoek. Het ijsdanspaar nam, tot 1992 voor de Sovjet-Unie en daarna voor Rusland, acht keer deel aan zowel de WK (4x goud, 1x zilver en 1x brons) als de EK kunstschaatsen (3x goud, 2x zilver, 1x brons). Verder waren ze driemaal aanwezig op de Olympische Winterspelen, met het gezamenlijk team in 1992 en met het Russische team in 1994 en 1998. Als eerste ijsdanspaar verdedigden Grisjtsjoek en Platov in 1998 met succes hun vier jaar eerder veroverde gouden olympische medaille.
Platov verhuisde in 1994 naar de Verenigde Staten en was gehuwd met kunstschaatsster Maria Anikanova. Hij hertrouwde in 2017.

## Belangrijke resultaten
1983-1986 met Jelena Krykanova, 1987-1989 met Larisa Fedorinova (voor de Sovjet-Unie uitkomend)
1989-1998 met Oksana Grisjtsjoek (tot 1992 voor de Sovjet-Unie uitkomend, daarna voor Rusland)
| Kampioenschap           | 83/84 | 84/85 | 85/86 |               | 87/88         | 88/89         |               | 89/90         | 90/91         | 91/92         | 92/93         | 93/94         | 94/95         | 95/96         | 96/97         | 97/98 |
| ----------------------- | ----- | ----- | ----- | ------------- | ------------- | ------------- | ------------- | ------------- | ------------- | ------------- | ------------- | ------------- | ------------- | ------------- | ------------- | ----- |
| Olympische Spelen       |       |       |       |               |               |               |               | 4e            |               | Goud          |               |               |               | Goud          |               |       |
| Wereldkampioenschap     |       |       |       |               | 6e            | 5e            | 4e            | Brons         | Zilver        | Goud          | Goud          | Goud          | Goud          |               |               |       |
| Europees kampioenschap  |       |       |       |               |               | 5e            | 5e            | Brons         | Zilver        | Zilver        |               | Goud          | Goud          | Goud          |               |       |
| Champions Series-finale |       |       |       |               |               |               |               |               |               |               |               | Goud          |               | Goud          |               |       |
| Nationaal kampioenschap |       |       |       | 4e            | 4e            | Brons         | Zilver        | Goud          | Goud          |               |               | Goud          |               |               |               |       |
| WK junioren             | Goud  | Goud  | Goud  | geen deelname | geen deelname | geen deelname | geen deelname | geen deelname | geen deelname | geen deelname | geen deelname | geen deelname | geen deelname | geen deelname | geen deelname |       |

1976: Ljoedmila Pachomova / Aleksandr Gorsjkov ·
1980: Natalja Linitsjoek / Gennadi Karponossov ·
1984: Jayne Torvill / Christopher Dean ·
1988: Natalja Bestemjanova / Andrej Boekin ·
1992: Marina Klimova / Sergej Ponomarenko ·
1994: Oksana Grisjtsjoek / Jevgeni Platov ·
1998: Oksana Grisjtsjoek / Jevgeni Platov ·
2002: Marina Anissina / Gwendal Peizerat ·
2006: Tatjana Navka / Roman Kostomarov ·
2010: Tessa Virtue / Scott Moir ·
2014: Meryl Davis / Charlie White ·
2018: Tessa Virtue / Scott Moir ·
2022: Gabriella Papadakis / Guillaume Cizeron